# Симон, Арношт
А́рношт Си́мон, немецкий вариант — Эрнст Симон (в.-луж.  Arnošt Simon, нем. Ernst Simon; 2 апреля 1905 года, деревня Зуборница, Лужица, Германия — 18 декабря 1974 года, Будишин, ГДР) — серболужицкий писатель, общественный деятель времён национал-социализма и послевоенного времени.

## Биография
Родился в 1905 году в крестьянской семье в серболужицкой деревне Зуборница. После окончания школы работал в домашнем хозяйстве. С 1919 года проживал в Ниски, где до 1922 года обучался переплётному делу. С 1923 по 1933 года работал переплётчиком в Будишине. После прихода к власти нацистского режима получил статус «политически неблагонадёжный сорб». Трудился в табачной лавке, которая находилась в закрытом Серболужицком доме. Участвовал в движении сопротивления.
После окончания войны участвовал в восстановлении серболужицкой организации «Домовина». В 1947 году был одним из основателей городских типографии и издательства. С 1953 года — директор книжного магазина, антиквар. В 1963 году вышел на пенсию.
Скончался в 1974 году. Похоронен на кладбище святого Николая в Будишине.

## Сочинения
- Zapis serbskeje literatury. Budyšin 1953.
- Powěsće ze stareho dobreho časa. Budyšin 1983 (подготовил Павол Гройлих)